# 竹澤恭子
竹澤 恭子（たけざわ きょうこ、1966年10月30日 - ）は、愛知県大府市出身 のヴァイオリニスト。

## 経歴

### 幼少時代
3歳からヴァイオリンを始め、才能教育研究会（スズキ・メソード）東海支部の山村晶一に師事した。1973年、大府市立大府小学校に入学、1年生で「スズキ・チルドレン」に選ばれ、4年連続で欧米への演奏旅行に出かけた。その後、小林健次に師事。1977年、小学校5年生の時、第31回全日本学生音楽コンクール全国大会小学生の部で第1位を受賞した。1979年、大府市立大府中学校に進み、2年生の時、名古屋市内でデビューリサイタルを開いた。

### 高校時代
1982年、中学卒業後、単身で上京、桐朋女子高等学校音楽科に入学した。同年、第51回日本音楽コンクールで第1位を受賞した。1983年、アスペン音楽祭に参加し、以来、ドロシー・ディレイ、川崎雅夫に師事する。翌1984年もアスペン音楽祭に参加し、コンチェルト・コンペティションで優勝、アスペン音楽祭オーケストラとブラームスのヴァイオリン協奏曲 を共演した。帰国した年の秋、海外派遣コンクールで入賞、また、ペーター・マークと共演し、彼が音楽監督を務めていたベルン交響楽団から招待を受けた。

### アメリカ留学
1985年、ジュリアード音楽院に入学。初の国際コンクールへの挑戦として、1986年6月開催の第8回チャイコフスキー国際コンクール出場を計画したが、同年4月にチェルノブイリ原子力発電所事故が発生したため出場を断念、同年9月開催の第2回インディアナポリス国際ヴァイオリン・コンクールに出場し、第1位を受賞した。受賞後、コンサート・アーティストとしての本格的な演奏活動に入り、1988年、ズービン・メータ指揮ニューヨーク・フィルハーモニックとの共演、カーネギー・ホール、サントリーホールでのデビューリサイタルを果たす。

## 近況
1993年、出光音楽賞、愛知県芸術文化選奨文化賞を受賞。2004年6月7日、第一子を出産。パリ在住。
2019年2月5日より出身地である大府市の広報大使を務め、2021年7月18日には、大府市民栄誉賞を受賞した。
2025年5月には、中日文化賞を受賞している。
東京音楽大学教授、桐朋学園大学特任教授。

## レコーディング
- チャイコフスキー:ヴァイオリン協奏曲（1991年5月、BMG、ウラディミール・フェドセーエフ指揮モスクワ放送交響楽団）
- バルトーク：無伴奏ソナタ（1991年5月、BMG、ピアノ：フィリップ・モル）
- フランス・ヴァイオリン・ソナタ集（1993年3月、BMG、ピアノ：ロハン・デ・シルバ）
- エルガー：ヴァイオリン協奏曲（1994年2月、コリン・デイヴィス指揮バイエルン放送交響楽団）
- バルトーク：ヴァイオリン協奏曲第2番（1993年9月、BMG、マイケル・ティルソン・トーマス指揮ロンドン交響楽団）
- メンデルスゾーン：ヴァイオリン協奏曲集（1994年10月、BMG、クラウス・ペーター・フロール指揮バンベルク交響楽団）
- ブラームス：ヴァイオリン協奏曲（1995年、コリン・デイヴィス指揮バイエルン放送交響楽団）
- プロコフィエフ：ヴァイオリン・ソナタ集（1997年9月、BMG、ピアノ：アレクサンダー・マッジャー）
- ロマンツァ（2003年9月、BMG、ピアノ：江口玲）
- T's（岩代太郎&竹澤恭子）：アリア・オン・ザ・ストリングス（2003年9月、朗読：富田靖子）